# チャン・リン・スー

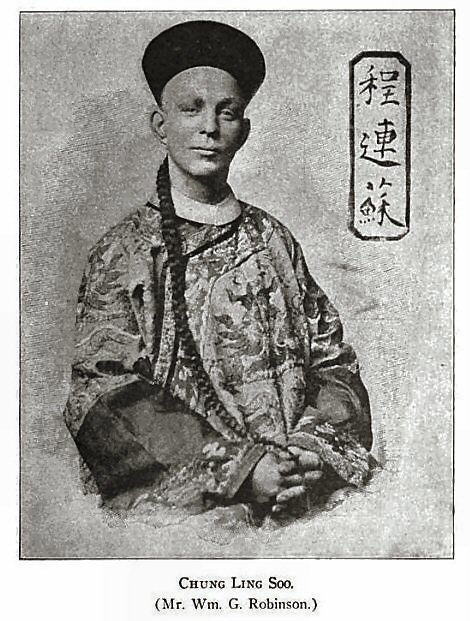
チャン・リン・スー

チャン・リン・スー（Chung Ling Soo、程 連蘇、本名：ウィリアム・エルワース・ロビンソン（William Ellsworth Robinson）、1861年4月2日 - 1918年3月24日）は、20世紀前半にイギリスで活躍したアメリカ合衆国のマジシャン。

## 来歴・人物
中国服に身を包み、長い弁髪を垂らした格好で行う中国風のショーで人気を博し、大成功を収めた。東洋人のアシスタントや豪華なセットは異国情緒に溢れ、それらに見慣れないイギリスで主に活動した。
マジックショーは大砲や巨大地球儀を使った大掛かりなものから、煙や通貨といった手練マジックに加えて、火喰い術や弾丸受け止め術といった危険術もレパートリーとして行った。
本人は「中国人」として生活し、インタビューといった会話も常に中国語の通訳を付けていた。顔はドーランによって東洋人風にし、濃いメイクを施した。そのため、誰もスーを白人とは思わなかったと言われる。
1918年3月23日の夜、ロンドン北部のウッドグリーン・エンパイア劇場で行われたショーで、トリネタだった弾丸受け止め術の際に銃が暴発。スーは被弾し、翌3月24日に息を引き取った。
被弾時に、初めて英語で「撃たれた!」と叫んだことから身元を調べた結果、本当は白人だったことが分かり、大きな驚きを与えた。
過去、弾丸受け止め術によって20名以上のマジシャンが死亡しているが、その中で最も有名な事例となっている。